# Bahnhof Seki
Der Bahnhof Seki (jap. 関駅, Seki-eki) ist ein Bahnhof auf der japanischen Insel Honshū. Er wird von der Bahngesellschaft Nagaragawa Tetsudō betrieben und befindet sich in der Präfektur Gifu auf dem Gebiet der Stadt Seki.

## Verbindungen
Seki ist ein Zwischenbahnhof an der Etsumi-nan-Linie der Bahngesellschaft Nagaragawa Tetsudō, die durch das Tal des Nagara führt. Auf dem Abschnitt zwischen Mino-Ōta über Seki nach Minoshi fahren Nahverkehrszüge ungefähr alle 30 bis 50 Minuten. Nördlich von Minoshi verkehren sie ungefähr alle ein bis zwei Stunden in Richtung Hokunō, wobei einzelne Züge bereits in Gujō-Hachiman oder Mino-Shiratori wenden.
Auf dem Bahnhofsvorplatz befindet sich ein Busterminal mit drei Haltestellen. Diese werden von je vier Linien der Gesellschaft Gifu Bus und der städtischen Verkehrsbetriebe bedient; hinzu kommt an Wochenenden und Feiertagen ein Gratis-Shuttlebus zum Einkaufszentrum Mago.

## Anlage
Der Bahnhof steht im Stadtteil Motoshigechō, etwas nördlich des eigentlichen Stadtzentrums. Die ebenerdige Anlage ist von Süden nach Norden ausgerichtet und umfasst drei Gleise, von denen zwei dem Personenverkehr dienen. Diese liegen an zwei teilweise überdachten Seitenbahnsteigen, die über einen Bahnübergang miteinander und mit dem hölzernen Empfangsgebäude an der Westseite verbunden sind. Das westlichste endet stumpf und dient dem Abstellen von Zügen. An der Ostseite steht eine dreigleisige Depothalle, in der kleinere Wartungsarbeiten durchgeführt und nachts Züge abgestellt werden. Auf dem Bahnhofsvorplatz befand sich einst die Endstation einer Überlandstraßenbahn, bestehend aus einem Stumpfgleis und einem kleinen Wartehäuschen.

## Bilder

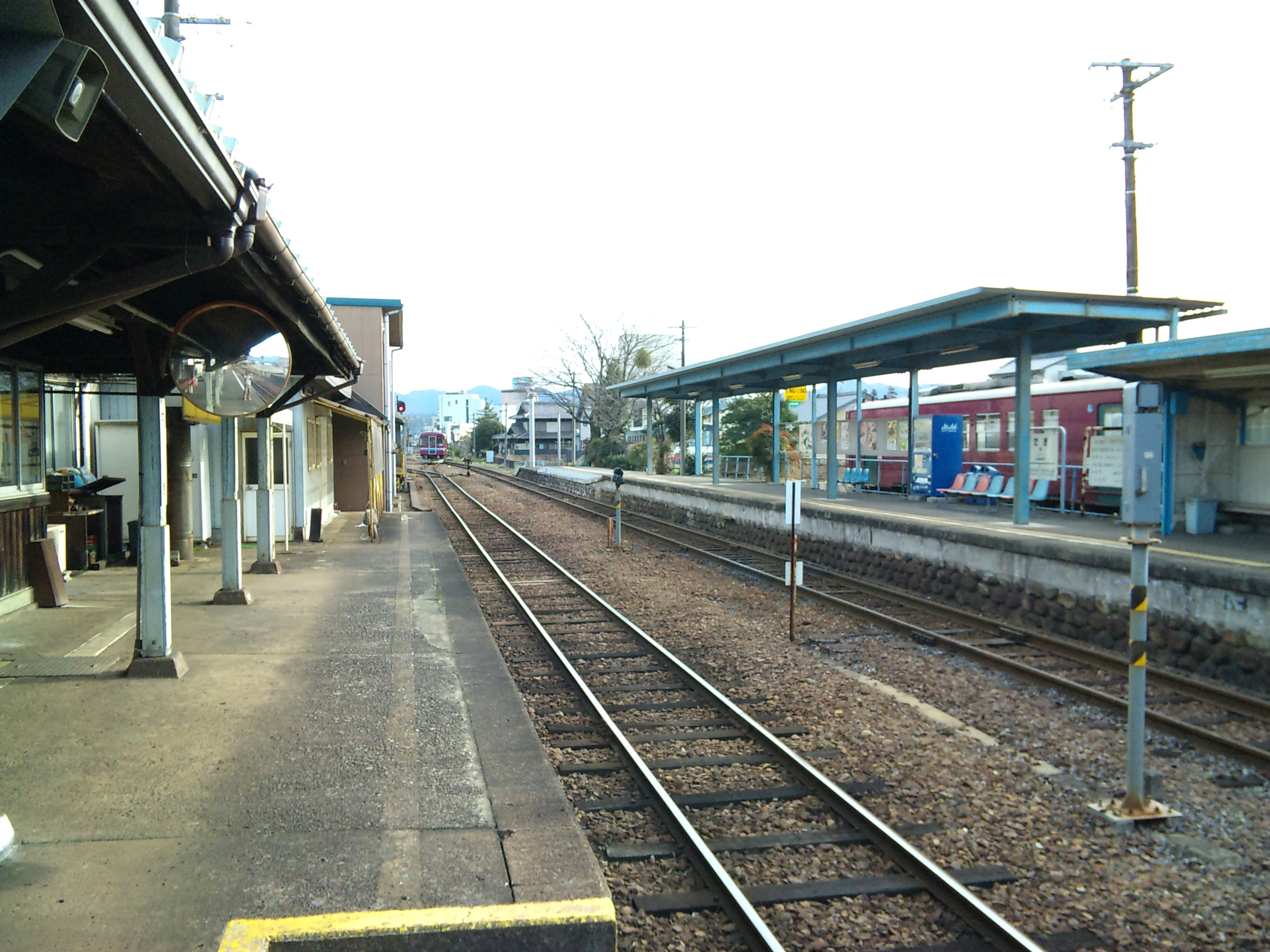
Ansicht der Bahnsteige
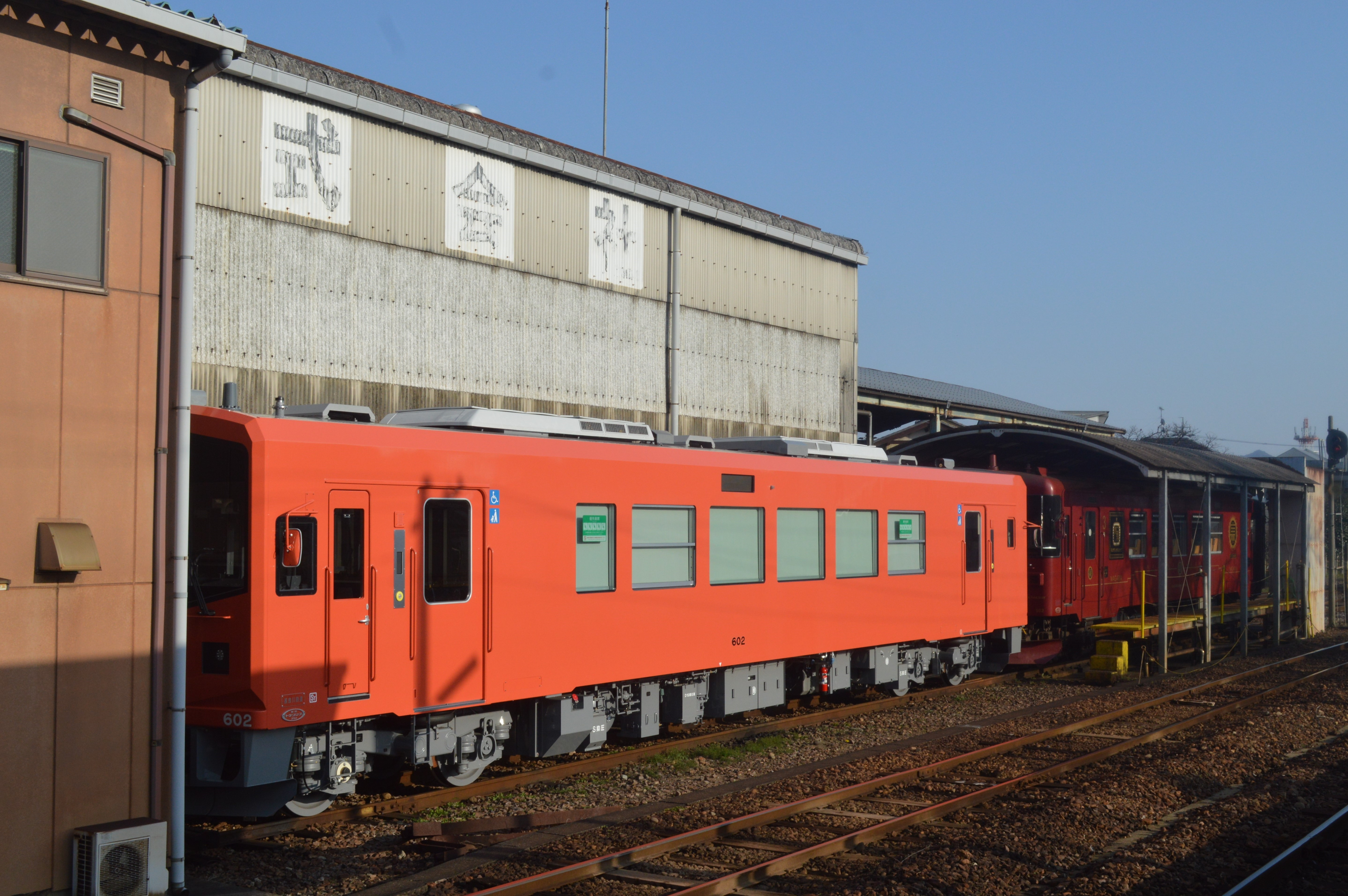
Depotgebäude
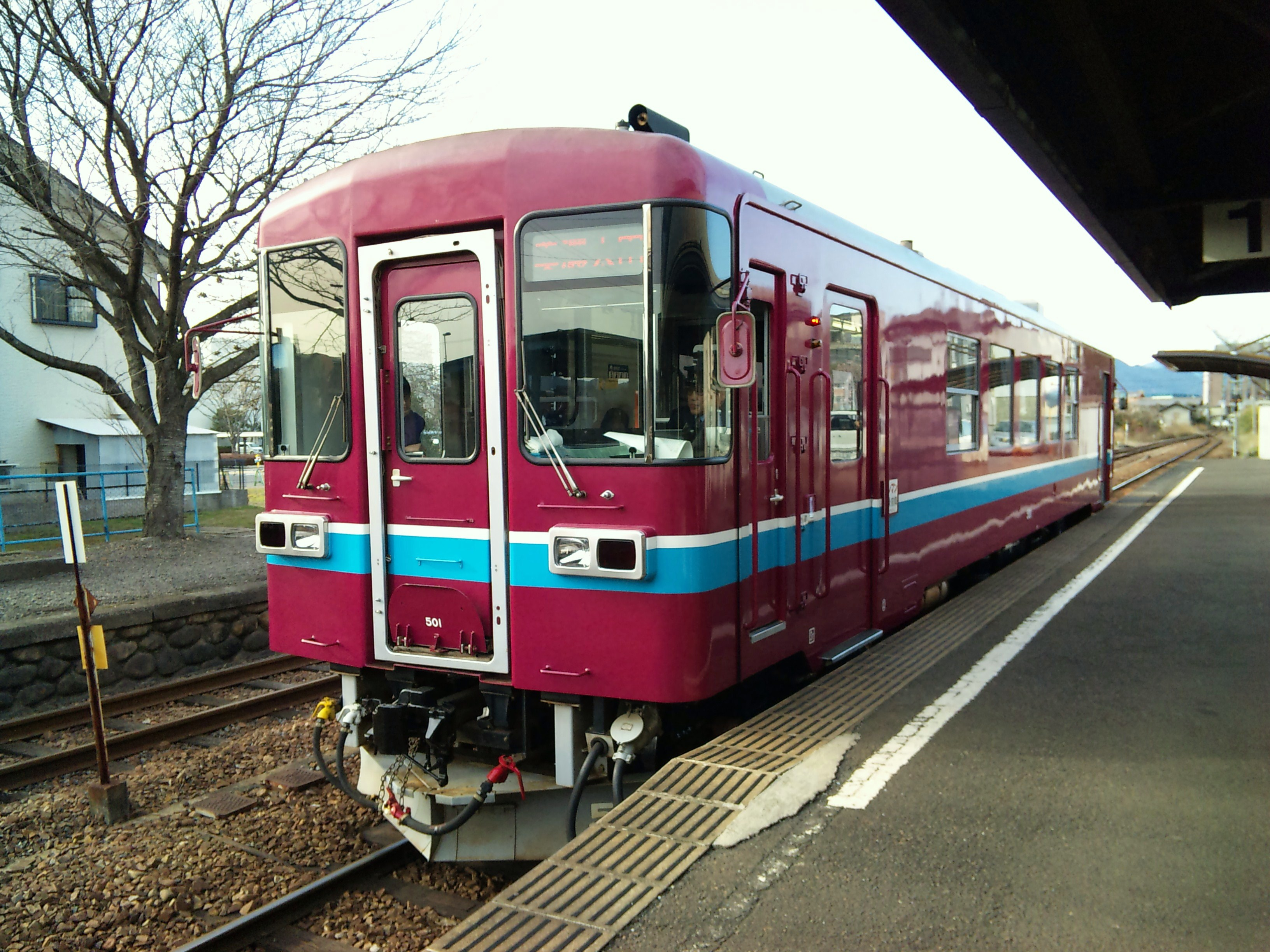
Triebwagen der Baureihe Nagara 500 im Bahnhof Seki
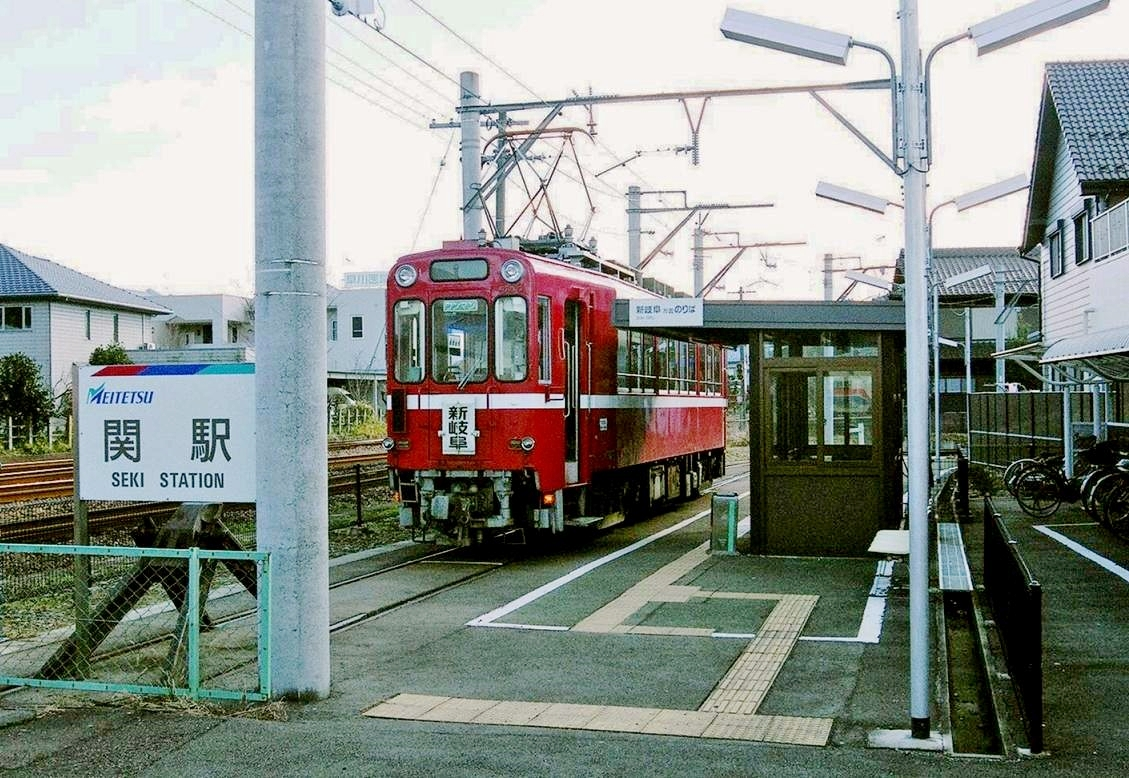
Straßenbahn-Haltestelle (2003)

## Gleise
| 1 | ▉ Etsumi-nan-Linie | Mino-Ōta |
| 2 | ▉ Etsumi-nan-Linie | Hokunō   |

## Geschichte
Das Eisenbahnministerium eröffnete den Bahnhof am 5. Oktober 1923 unter dem Namen Mino-Seki (美濃関), zusammen mit dem ersten Abschnitt der Etsumi-nan-Linie zwischen Mino-Ōta und Minochō (heute Minoshi). Aus Rationalisierungsgründen stellte die Japanische Staatsbahn am 1. Oktober 1974 den Güterumschlag ein, ab 1. April 1985 war der Bahnhof vorübergehend nicht mehr mit Personal besetzt. Dies änderte sich am 11. Dezember 1986, als die Staatsbahn die gesamte Etsumi-nan-Linie an die neu gegründete Bahngesellschaft Nagaragawa Tetsudō übertrug. Damit verbunden war auch die Umbenennung des Bahnhofs in Seki.
Die Meitetsu Minomachi-Linie, eine von Mino nach Gifu verlaufende Überlandstraßenbahn, hielt seit 1911 an der rund 300 Meter entfernten Haltestelle Shin-Seki. Als die zuständige Bahngesellschaft Meitetsu am 1. April 1999 das Teilstück zwischen Shin-Seki und Mino stilllegte, nahm sie am selben Tag ein kurzes Teilstück zum Bahnhofsvorplatz in Betrieb. Dies sollte das Umsteigen zwischen beiden Bahnstrecken erleichtern. Doch bereits am 1. April 2005 legte die Meitetsu auch die restliche Minomachi-Linie still.